# Secrets of Love
Secrets of Love è un brano musicale del 2006 interpretato in duetto tra la cantante pop tedesca Sandra ed il disc jockey svizzero DJ BoBo.
Pubblicato il 3 marzo 2006 come singolo della compilation di DJ BoBo Greatest Hits, il brano riscosse successo in Svizzera e Germania, dove raggiunse la top 15 hit. Il video musicale fu diretto da Robert Bröllochs e girato a Disneyland Resort Paris, a Parigi.

## Formati e tracklist
CD single
1. "Secrets of Love" (versione radio) — 3:17
2. "Secrets of Love" (club mix radio edit) — 3:59

CD maxi
1. "Secrets of Love" (versione radio) — 3:17
2. "Secrets of Love" (club mix radio edit) — 3:59
3. "Secrets of Love" (club mix) — 6:42
4. "Secrets of Love" (strumentale) — 3:19

## Classifiche
| Chart (2006)                       | Peak position |
| ---------------------------------- | ------------- |
| Classifica dei singoli australiani | 39            |
| Classifica dei singoli tedeschi    | 13            |
| Classifica dei singoli svizzeri    | 5             |